# فضارم (المسيمير)

تعديل مصدري - تعديل

فضارم هي إحدى قرى عزلة المسيمير بمديرية المسيمير التابعة لمحافظة لحج، بلغ تعداد سكانها 79 نسمة حسب تعداد اليمن لعام 2004.